# Michał Mycielski (jezuita)
Michał Mycielski SJ, (ur. 14 grudnia 1826 w Gorzyczkach, zm. 21 listopada 1906 w Chyrowie) – szlachcic, jezuita i misjonarz. 

## Życiorys

### Lata młodzieńcze i edukacja
Był synem Ludwika Mycielskiego herbu Dołęga i Elżbiety z hr. Mielżyńskich herbu Nowina. Z wyróżnieniem zdał maturę we wrocławskim gimnazjum w 1844 roku, a następnie studiował prawo na Uniwersytecie Berlińskim. Podczas tych studiów pierwszy raz zetknął się ze swoimi późniejszymi szwagrami braćmi Górskimi. W 1848 roku otrzymał tytuł doktorski na podstawie pracy pisanej pod kierunkiem profesora Józefa Doerffera. Studiował także filozofię (Bratysława) i teologię (Uniwersytet Leopolda i Franciszka w Innsbrucku).

### Praca zawodowa
W latach 1848–1855 był referentem sądu powiatowego w Lesznie, a następnie sądu apelacyjnego w Poznaniu. Odbył także roczną służbę wojskową, którą ukończył otrzymując stopień podoficera. Był redaktorem odpowiedzialnym Przeglądu Poznańskiego. Działał w Konfederacji św. Wincentego á Paulo, w 1851 roku został prezesem Rady Miejscowej tej organizacji w Poznaniu.

### Życie rodzinne
W 1852 roku ożenił się z Zofią Górską, siostrą generała Franciszka Górskiego herbu Boża Wola. W 1854 roku urodził im się syn Ludwik (Lucio). W 3 miesiące po urodzeniu syna zmarła jego żona Zofia, on natomiast zabezpieczył majątek na wychowanie syna i oddał go pod opiekę babki Teodozji z Krępskich Generałowej Franciszkowej Górskiej z Woli Pękoszewskiej. 

### Życie zakonne
Michał Mycielski kontakty z zakonem jezuickim utrzymywał co najmniej od 1851 roku, kiedy pomagał w założeniu domu misyjnego w Śremie. Po śmierci swojej żony i zapewnieniu przyszłości syna, w marcu 1856 roku wstąpił do nowicjatu jezuitów Baumgartenberg koło Linzu. W 1861 roku otrzymał święcenia kapłańskie w Śremie, a w 1871 roku złożył uroczystą profesję zakonną. Do 1873 roku pracował w domach w Tarnopolu i w Śremie. W Tarnopolu był nauczycielem religii i lektorem języków obcych (francuski, włoski). W tym czasie osobiście sprawował opiekę nad swoim synem Ludwikiem, który uczęszczał do szkół jezuickich położonych w tych miejscowościach. W 1873 roku z powodu Kulturkampfu został zlikwidowany dom zakonny w Śremie, w związku z tym Michał przeniósł się na stałe do Galicji, gdzie kontynuował działalność misyjną. Następnie jako dyrektor (1893-1895) Apostolstwa Modlitwy współtworzył Wydawnictwo Apostolstwa Modlitwy. Był bardzo oddany prowadzeniu formacji zakonnej jezuitów (instruktor III probacji, magister nowicjatu).
Dwukrotnie przez czteroletnie kadencje pełnił funkcję prowincjała małopolskiej prowincji jezuitów (1877–1881 i 1889–1893). W latach 1897–1902 zlecono mu pełnienie funkcji prowincjała bazylianów we Lwowie. 
Zmarł w Chyrowie i tam też został pochowany.

## Dorobek wydawniczy
Opublikował wiele pozycji w tym głównie modlitewniki, rozważania, śpiewniki i inne teksty ascetyczne. Z najpopularniejszych należy wymienić modlitewnik Zbiorek modlitw (1876). Opracował też konstytucje bazylianów (zreformowanych).

## Działalność misyjna
W latach 1862–1906 przeprowadził ponad osiemdziesiąt serii misji i rekolekcji dla różnych parafii oraz grup wydzielonych. Na początku swoją pracę głównie prowadził na terenach zaboru pruskiego,  a po 1873 roku także na terenach Galicji.  